# 't Is genoeg
Chansons représentant les Pays-Bas au Concours Eurovision de la chanson
Jij bent mijn leven
(1964) Fernando en Filippo
(1966)
Singles de Conny Vandenbos
Jij weet het niet
(octobre 1964) Je doet me pijn
(septembre 1965)
't Is genoeg (« Ça suffit ») est une chanson interprétée par la chanteuse néerlandaise Conny Vandenbos, sortie en 1965 en single 45 tours et parue sur l'EP Conny's songfestival.
C'est la chanson représentant les Pays-Bas au Concours Eurovision de la chanson 1965.

## À l'Eurovision

### Sélection
La chanson est sélectionnée le 13 février 1965 par la NTS au moyen du Nationaal Songfestival 1965 pour représenter les Pays-Bas au Concours Eurovision de la chanson 1965 le 20 mars à Naples, en Italie.

### À Naples
La chanson est intégralement interprétée en néerlandais, langue officielle des Pays-Bas, comme le veut la coutume avant 1966. L'orchestre est dirigé par Dolf van der Linden.
't Is genoeg est la première chanson interprétée lors de la soirée du concours, précédant I Belong de Kathy Kirby pour le Royaume-Uni.
À l'issue du vote, elle obtient 5 points, se classant 11e sur 18 chansons,.

## Liste des titres
| A1. | 't Is genoeg | Joke van Soest, Johnny Holshuyzen | 2:44 |
| B1. | Van de week  | Willy van Hemert, Bert Paige      | 2:53 |

## Historique de sortie
| Pays      | Date | Format       | Label   |
| --------- | ---- | ------------ | ------- |
| Pays-Bas, | 1965 | 45 tours, EP | Philips |